# Odznaka „Za opiekę nad zabytkami”
Odznaka „Za opiekę nad zabytkami” – polskie odznaczenie resortowe ustanowione 15 lutego 1962 w formie dwustopniowej odznaki (srebrnej i złotej) przyznawanej przez ministra kultury, reformowana dwukrotnie: w 2001 i w 2004.

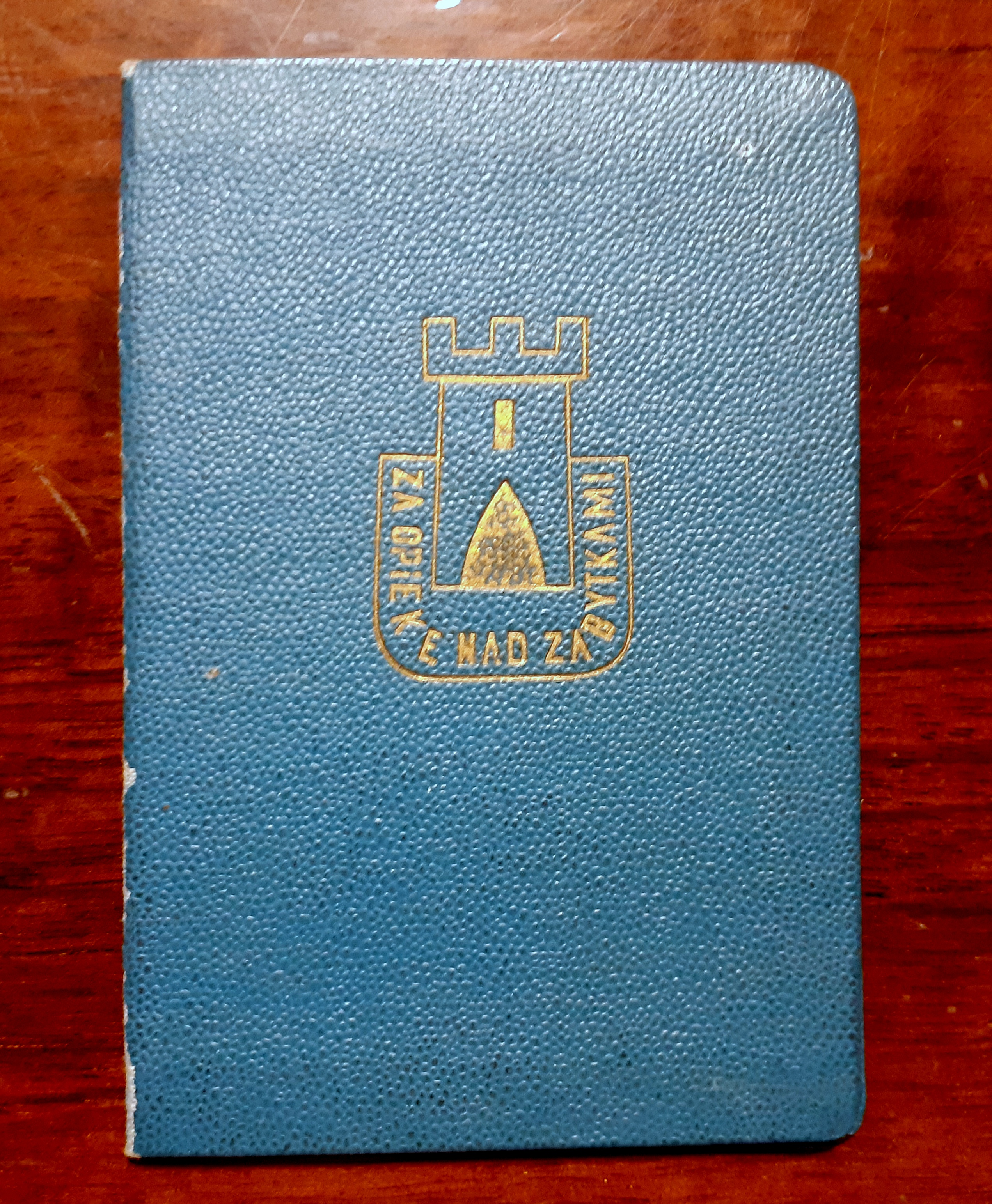
Legitymacja odznaki

## Zasady nadawania
Odznaka może zostać nadana obecnie za:
1. utrzymywanie dóbr kultury zgodnie z zasadami opieki nad zabytkami,
2. projektowanie i wykonywanie prac konserwatorskich lub robót budowlanych przy dobrach kultury,
3. prowadzenie prac archeologicznych i wykopaliskowych,
4. dokumentowanie dóbr kultury i prowadzenie badań naukowych związanych z ich konserwacją,
5. przeciwdziałanie zagrożeniom dóbr kultury,
6. popularyzację zagadnień związanych z działalnością konserwatorską.

Odznaka aktualnie przyznawana jest przez ministra kultury i dziedzictwa narodowego z jego własnej inicjatywy lub na wniosek: innego ministra, kierownika urzędu centralnego, organu administracji rządowej w województwie, organu jednostki samorządu terytorialnego albo organizacji społecznej, której celem statutowym jest opieka nad zabytkami, w oparciu o uzasadniony wniosek przedstawiony ministrowi kultury za pośrednictwem Generalnego Konserwatora Zabytków. Zadaniem Generalnego Konserwatora Zabytków jest sprawdzenie czy wniosek o przyznanie odznaki spełnia wymogi formalne.
Minister lub upoważniona przez niego osoba wręcza wyróżnionemu odznakę w Międzynarodowym Dniu Ochrony Zabytków lub w czasie innych uroczystości związanych z ochroną dziedzictwa kulturowego. Odznakę wręcza się razem z legitymacją stwierdzającą jej przyznanie.

## Opis odznaki
Odznaka, o wymiarach zewnętrznych 18 × 24 mm, ma kształt wieży obronnej z ostrołukową bramą u dołu, wypełnionym jasnoniebieską emalią, oraz okienkiem strzelniczym powyżej. Wieża zwieńczona krenelażem z wypukłoreliefowymi blankami ujęta jest w dolnej części, do 2/3 wysokości, opaską o zaokrąglonych dolnych narożach, z licem wypełnionym wypukłym napisem ZA OPIEKĘ NAD ZABYTKAMI, biegnącym od lewej do prawej strony. Na odwrotnej stronie odznaki umocowane jest zapięcie.

## Odznaczeni
Do 2009 przyznana 10 810 razy (7102 odznak złotych i 3716 odznak srebrnych).